# OPAL (Pipeline)

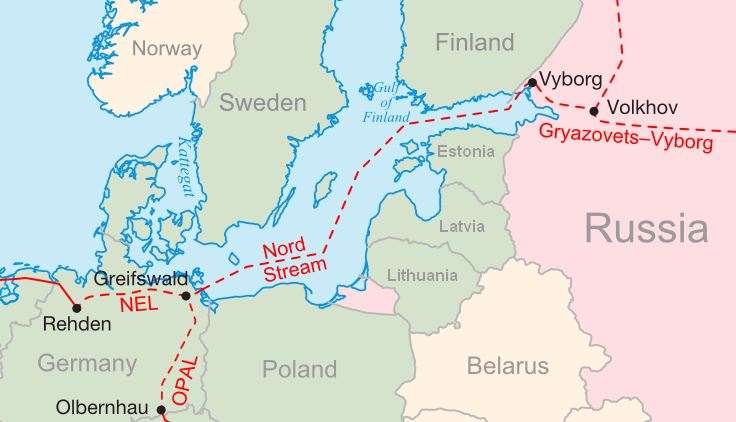
OPAL

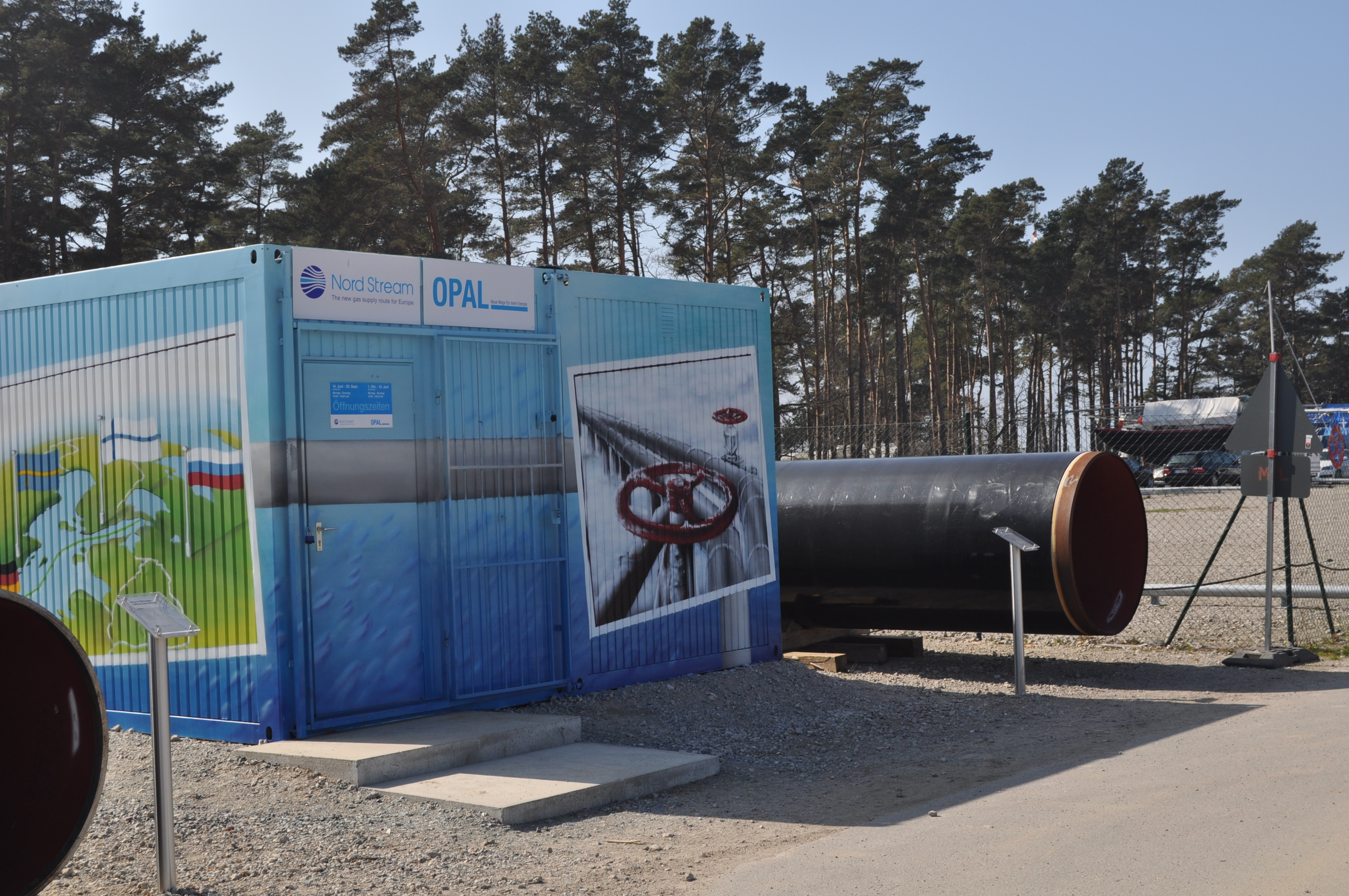
Infobox der OPAL mit Leitungsrohr in Lubmin

Die OPAL (Ostsee-Pipeline-Anbindungsleitung) ist eine Pipeline (DN 1400) zum Transport von Erdgas von Lubmin im Nordosten Mecklenburg-Vorpommerns in Richtung Süden durch die Länder Brandenburg und Sachsen. Sie verbindet die Nord-Stream-1-Pipeline mit der deutsch-tschechischen Grenze im Endpunkt bei Olbernhau/Brandov (CZ). Bei Olbernhau (bzw. Sayda) besteht Anschluss an die Transgas-Pipeline, die aus der Ukraine via Tschechien kommt, sowie an die STEGAL nach Sachsen und Thüringen, die wiederum Verbindungen zur MIDAL und JAGAL hat. Das erste Gas strömte im August 2011 durch die Pipeline, deren Baukosten bei rund einer Milliarde Euro lagen.
Die OPAL ist eine von zwei Pipelines, die in Deutschland die Ostseepipeline Nord Stream an das bestehende europäische Erdgas-Fernleitungsnetz anbinden. Die andere ist die Richtung Hamburg führende Nordeuropäische Erdgasleitung (NEL).

## Gesellschafter und Betreiber

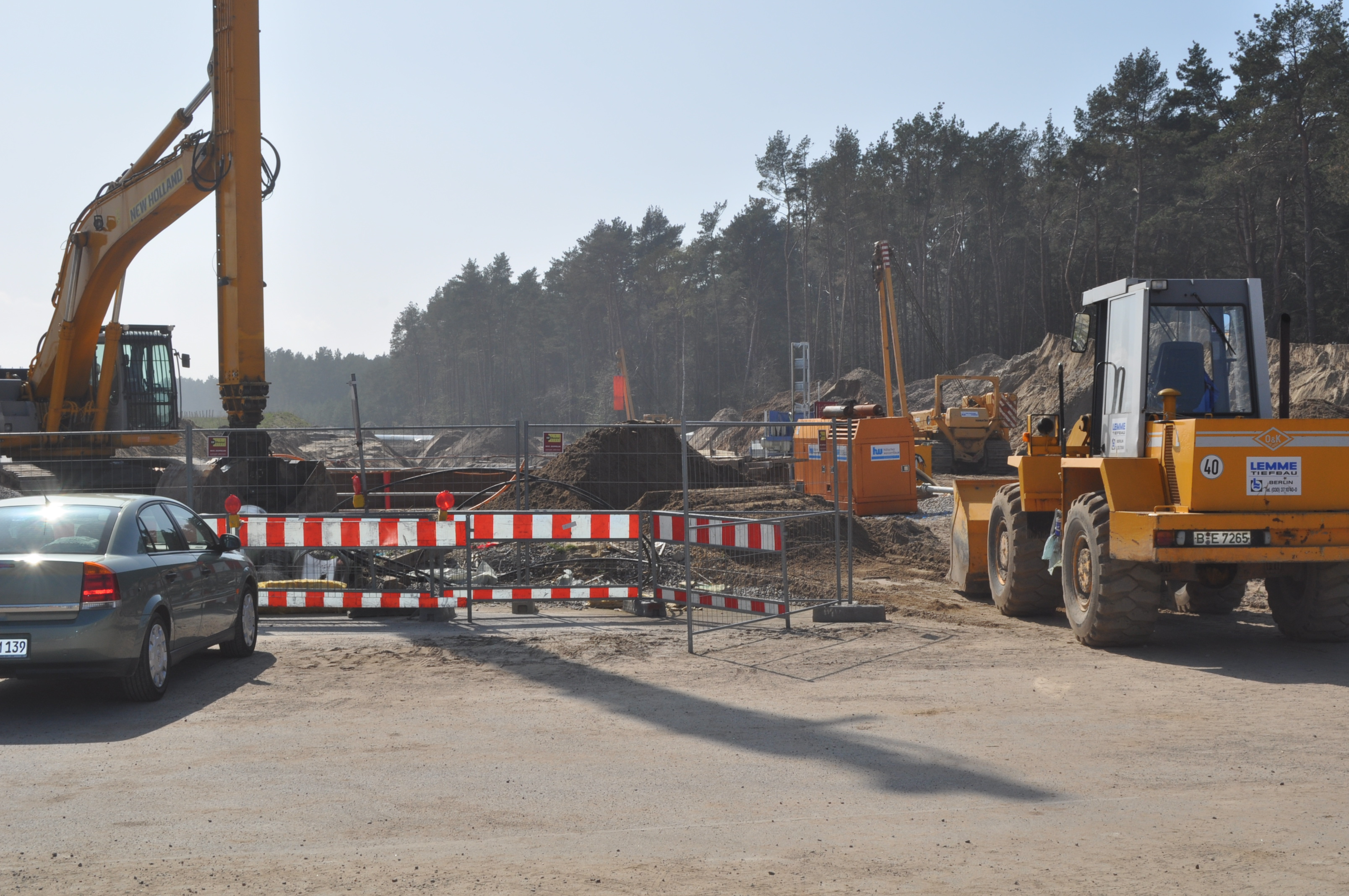
Startpunkt von OPAL und NEL bei Lubmin

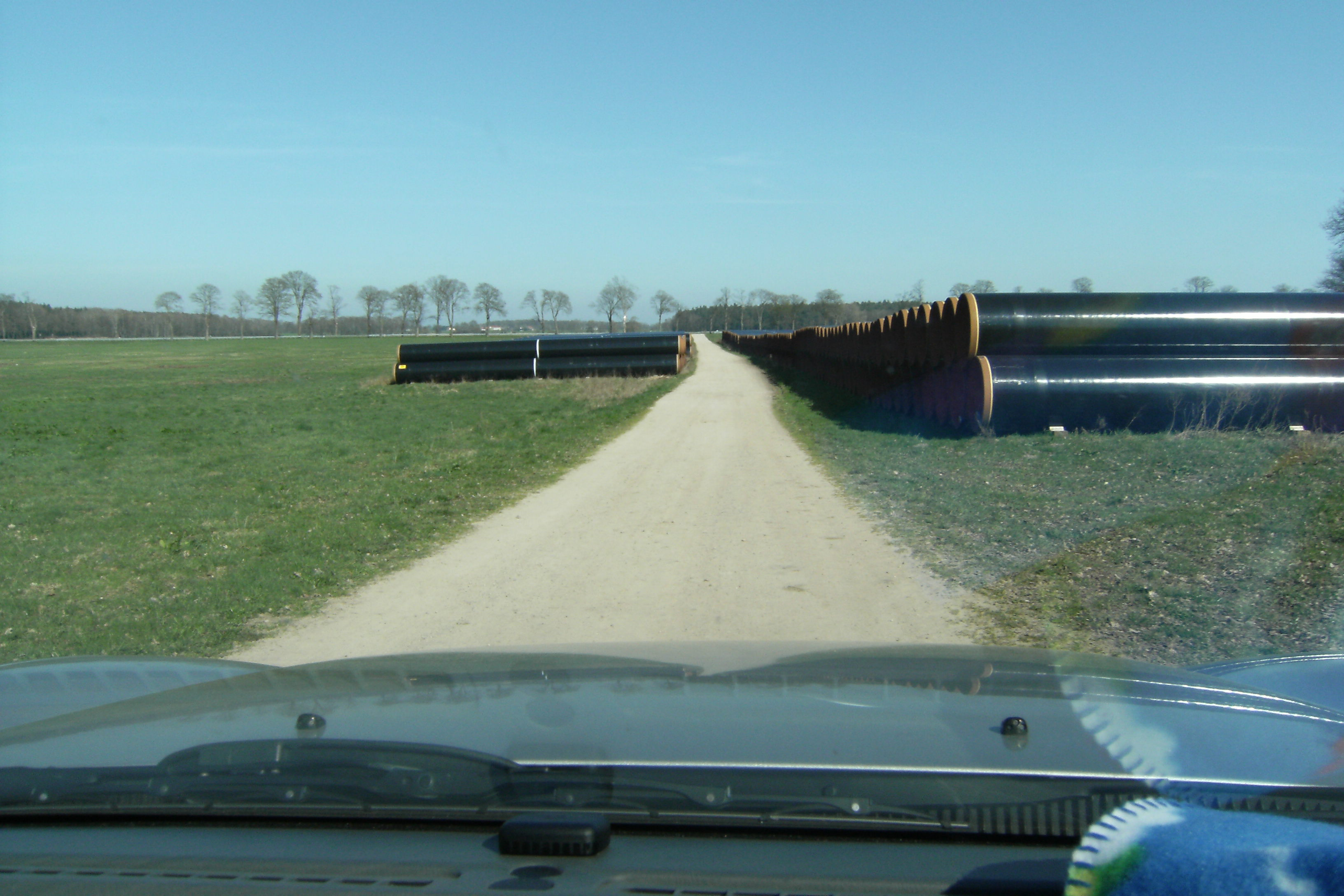
Rohrzwischenlager der OPAL bei Groß Bünzow (Vorpommern)

Anteilseigner an der OPAL sind die W & G Transport Holding GmbH (ein mittelbares Tochterunternehmen der Wintershall Holding GmbH und der russischen PAO Gazprom) mit 80 % und die zu Uniper gehörende Lubmin-Brandov-Gastransport GmbH mit 20 %. Die Vermarktung des Erdgases und der Betrieb der Pipeline wird entsprechend der Anteile auf die Betreibergesellschaften OPAL Gastransporte GmbH & Co. KG und Lubmin-Brandov-Gastransport GmbH aufgeteilt.

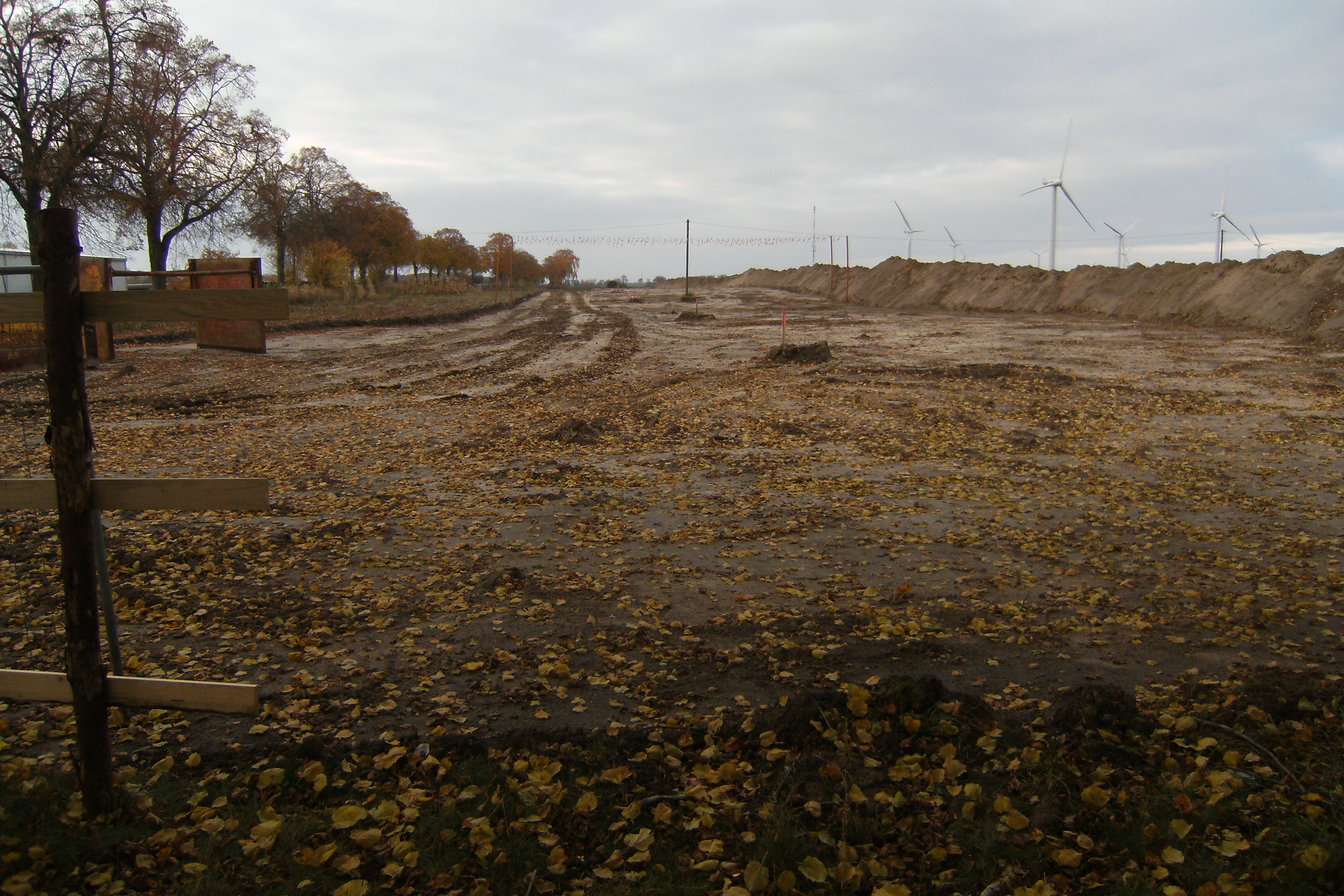
OPAL-Leitungstrasse bei Steinfurth (Vorpommern) für Archäologie vorbereitet

Die Bundesnetzagentur erteilte im Februar 2009 eine weitgehende Freistellung der Betreiber von der Netzzugangs- und Entgeltregulierung ab Inbetriebnahme. Die Genehmigung beruht auf § 28a EnWG, der es unter bestimmten Voraussetzungen der Regulierungsbehörde erlaubt, Verbindungsleitungen zwischen Deutschland und anderen Staaten (hier Tschechien) von der Regulierung auszunehmen.

## Kennzahlen
Die 473 Kilometer lange Pipeline wurde aus  26.000 18 Meter langen, 22,3 Millimeter starken und 15 Tonnen schweren Einzelrohren, die einen Durchmesser von 1,4 Metern haben, zusammengeschweißt und in einem Graben mit einem Meter Erdüberdeckung verlegt. Die Rohre wurden von der EUROPIPE in Mülheim an der Ruhr gefertigt.
Der Druck in der Erdgasleitung beträgt bis zu 100 bar. Um den Druckabfall auszugleichen, wurde auf halber Strecke, in der Nähe des Ortsteils Radeland der Gemeinde Baruth/Mark, die Verdichterstation Radeland mit einer Leistung von 99,1 Megawatt errichtet. Hier kreuzt auch die JAGAL.
Die Transportkapazität der Leitung beträgt 36½ Milliarden Kubikmeter pro Jahr, womit dann ein Drittel des gegenwärtigen Erdgas-Bedarfs von Deutschland gedeckt werden könnte.
Die Pipeline hat eine Länge von rund 470 Kilometern, wobei 270 Kilometer durch Brandenburg und je 100 Kilometer durch Mecklenburg-Vorpommern und Sachsen führen. Besondere technische Herausforderungen sind die Querungen der Flüsse Peene, Spree und Elbe.

## Planungsverfahren und Bau

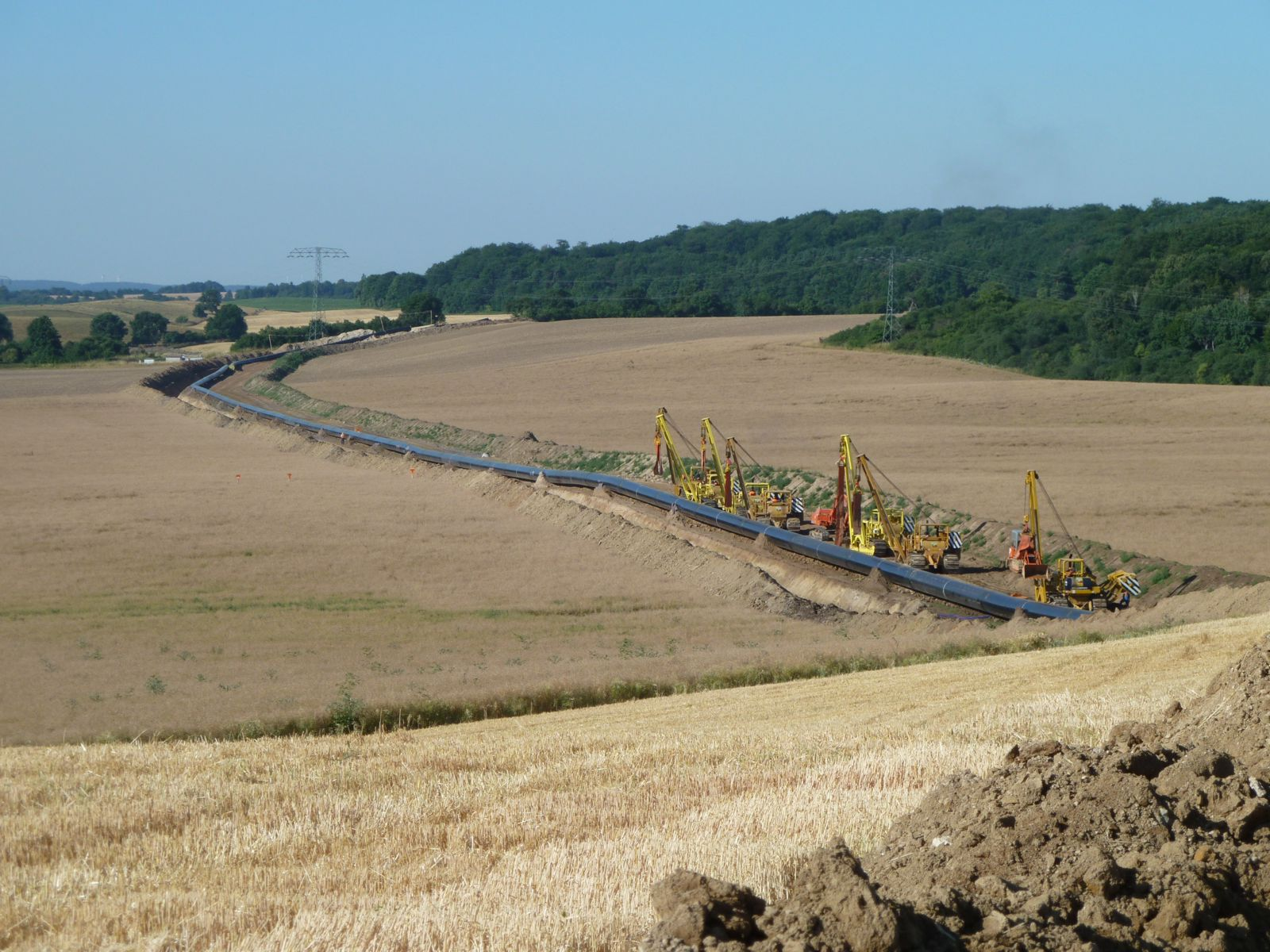
Verlegearbeiten für die OPAL bei Oderberg

Die grobe Trassenführung der Pipeline wurde zunächst in einem Raumordnungsverfahren (ROV) festgelegt. Hierbei wurde überprüft, ob das Projekt mit den Zielen der Raumordnung und Landesplanung (z. B. in ökologischer Hinsicht) vereinbar ist. Im südlichen Brandenburg haben Bedenken gegen eine geplante Verdichterstation in Groß Köris zur Verlegung der Trasse und der Verdichterstation Richtung Süden geführt. Damit wurde das ROV in Brandenburg im März 2009 abgeschlossen. An das ROV schloss sich das Planfeststellungsverfahren an, das den Trassenverlauf exakt festlegte. Es endete mit dem Planfeststellungsbeschluss, der für das Land Brandenburg Ende 2009 (Nordteil) und Anfang 2010 (Südteil) abgeschlossen wurde.
Der Bau der Pipeline begann in Mecklenburg-Vorpommern und in Sachsen im Oktober 2009, in Brandenburg im April 2010. Die Verlegearbeiten für die Rohre wurden im April 2011 abgeschlossen. Am 13. Juli 2011 wurden in der Radelander Verdichterstation die letzten Einzelrohre verschweißt und die Leitung anschließend einer kompletten Überprüfung unterzogen. Am 6. August 2011 wurde erstmals Erdgas aus dem russischen Wyborg nach Lubmin befördert.

### Transportlogistik

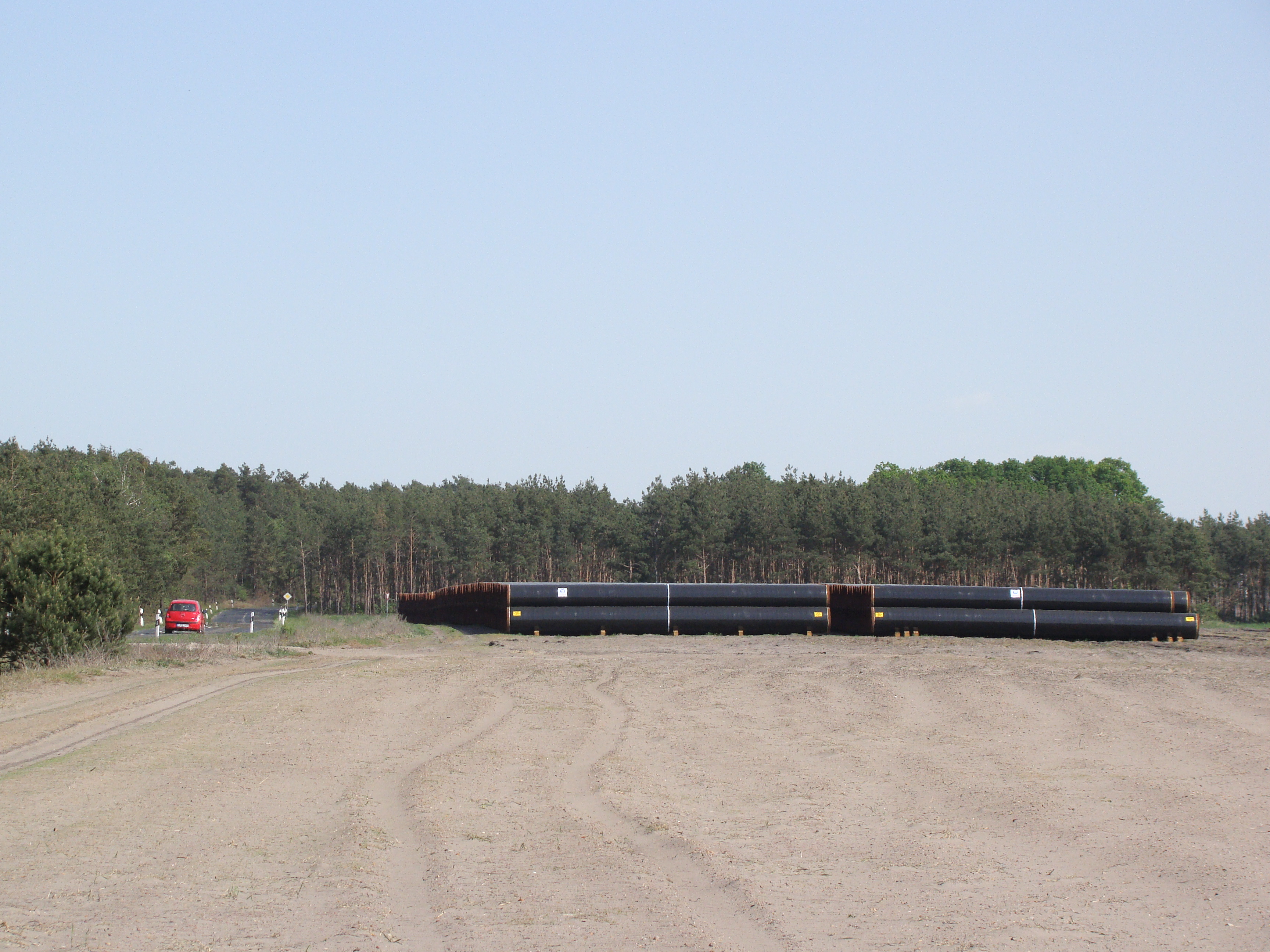
Lagerplatz für ca. 600 Großrohre in der Nähe von Baruth

Die Großrohre wurden vom Herstellerwerk im Ruhrgebiet mit Ganzzügen zu den entsprechenden Entladebahnhöfen in Ostdeutschland versandt. Sie bestanden aus bis zu 27 Flachwagen, die jeweils mit drei Großrohren beladen waren. An den Zielbahnhöfen verlud ein Autokran die Rohre einzeln auf Sattelzüge. Diese brachten sie zu Lagerplätzen, die jeweils etwa zehn Kilometer auseinanderlagen. Damit war sichergestellt, dass nach der Genehmigung des Vorhabens schnell mit dem Bau der Pipeline begonnen werden konnte.

### Ausgrabungen
Mit dem Bau der Pipeline bestand für Archäologen die Möglichkeit, Ausgrabungen quer durch Vorpommern vorzunehmen. Das Landesamt für Kultur und Denkmalpflege Mecklenburg-Vorpommern untersuchte die Strecke und konnte Siedlungsplätze, Gräberfelder und Schatzfunde aller Epochen entdecken. Die bedeutendsten Stücke sind in einer Sonderausstellung des Pommerschen Landesmuseums in Greifswald ausgestellt. Dazu zählt eine sehr seltene Goldmünze, die aus der Zeit zwischen dem Abzug der Germanen und der Besiedelung des Landes durch die Slawen stammt. Sie wurde in der Nähe der Ortschaft Gustebin gefunden und wird auf das 6./7. Jahrhundert datiert. Weiterhin ist der 1200 Jahre alte Silberhortfund von Anklam ausgestellt.

## EUGAL

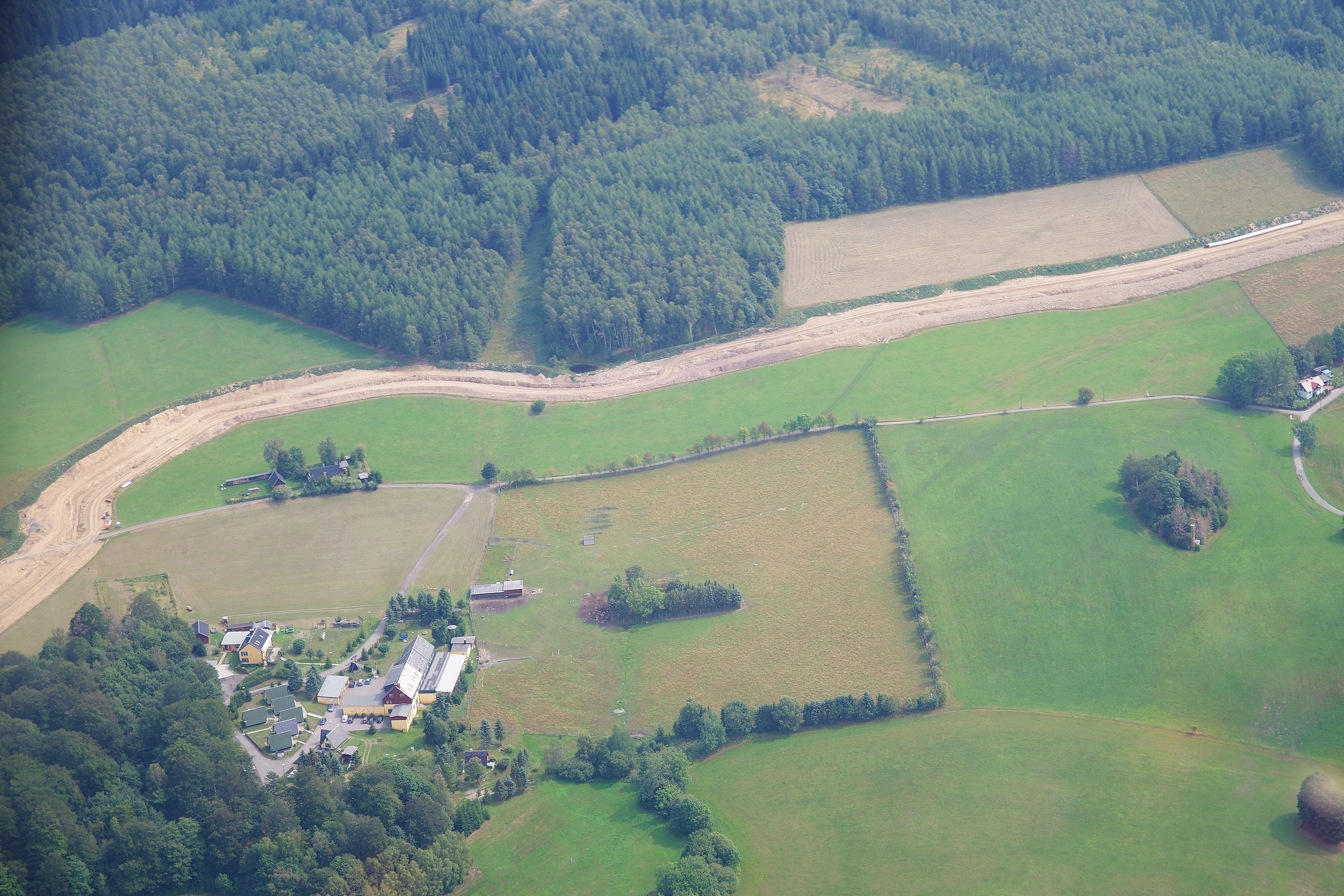
Baustelle der EUGAL Pipeline bei Neuhausen im Erzgebirge

Weitgehend parallel zur Trasse der OPAL-Pipeline wurde 2019 die 480 Kilometer lange Europäische Gas-Anbindungsleitung (EUGAL) von Lubmin an der Ostseeküste bis nach Deutschneudorf in Sachsen und von dort in die Tschechische Republik gebaut. An dieser Leitung sind neben der Gascade Gastransport GmbH (Projektträger) mit 50,5 % auch die Fluxys Deutschland GmbH, die Gasunie Deutschland Transport Services GmbH und die Ontras Gastransport GmbH mit jeweils 16,5 % beteiligt. Die Leitung besteht fast auf der gesamten Strecke aus zwei Strängen, die 1420 mm Außendurchmesser aufweisen sollen. Seit dem 1. Januar 2020 ist der erste EUGAL-Strang in Betrieb. Das zu transportierende Gas soll hauptsächlich das über die Nord-Stream-Pipeline in Lubmin ankommende Erdgas aus Russland sein. Da die Nord-Stream-2-Pipeline aufgrund US-Sanktionen noch nicht fertiggestellt ist, wird zunächst auch Gas aus der Nordeuropäischen Erdgasleitung (NEL) eingespeist. Der zweite EUGAL-Strang wurde 2021 fertiggestellt.